# Mileva Boričić
Mileva Boričić (rođena Kastratović; Polica, Berane, 20. januar 1916 — Beograd, 26. jul 2006) bila je profesor Cetinjske i Beranske gimnazije, istaknuti javni i društveno-politički radnik i nosilac Partizanske spomenice.

## Biografija
Rođena u selu Goražde, Polica, Berane, Crna Gora, u porodici poznatih nacionalnih radnika, Milisava i Marije (rođene Joksimović), gde je završila osnovnu školu. U Beranama završila gimnaziju, a 1937. godine diplomirala na Filozofskom fakultetu Univerziteta u Beogradu na grupi predmeta etnologija sa etnogeografijom, geografija, srpskohrvatski jezik i istorija jugoslovenske književnosti. Svoju karijeru prosvetnog radnika započela 1939. godine u Beranskoj gimnaziji. Otpuštena iz državne službe 1941. godine kao pripadnik antifašističkog pokreta otpora. Uz Hrisantu Nedić, bila jedna od dve žene među delegatima na zasedanju Prvog narodnooslobodilačkog odbora za srez Berane 21. jula 1941. godine. Aprila 1942. godine uhapšena i sprovedena u Kolašinski četnički zatvor, odakle je deportovana u Barski logor, a zatim je, oktobra 1943. godine, internirana u Austriju u radni logor Viner Nojštat (Wiener Neustadt). Septembra 1944. godine je uspela da pobegne iz logora u Maribor, gde je uspostavila vezu sa Pohorskim partizanskim odredom u kom je ostala sve do okončanja Drugog svetskog rata. U maju 1945. godine vratila se u Berane i odmah počela da radi u Beranskoj gimnaziji. Udala se za Radivoja Boričića, društveno-političkog radnika i publicistu. Sa izuzetkom školske 1949/50. godine kada je radila u Cetinjskoj gimnaziji, i 1965/66. kada je radila u novoosnovanoj gimnaziji u Rožajama, ceo je svoj radni vek provela u Beranskoj gimnaziji i Učiteljskoj školi.
Bila član KPJ od 1941. do 1950. godine. Za zasluge u antifašističkoj borbi odlikovana je ordenom Partizanske spomenice 1941. Tokom svoje redne karijere objavljivala naučne i stručne članke vezane za etnološke, kao i geološko-seizmološke fenomene beranskog područja. U braku sa Radivojem Boričićem imala je troje dece: Ljiljanu, udatu Dufrgan, Branislavu, udatu Grbić, i Branislava.

## Literatura
- Z. M. Zečević, Beranska gimnazija 1913-1943, Gimnazija „Panto Mališić“, Berane, 2008.
- D. Vuletić, Polica kod Berana, Ministarstvo poljoprivrede, vodoprivrede i šumarstva Srbije, Kulturno prosvetna zajednica Srbije, Odbor za proučavanje sela SANU, Beograd, 1998.
- KOLAŠINSKI ČETNIČKI ZATVOR 1942. - ZBORNIK RADOVA.